# Jablanica (Čajetina)
Pour les articles homonymes, voir Jablanica.
Jablanica (en serbe cyrillique : Јабланица) est un village de Serbie situé dans la municipalité de Čajetina, district de Zlatibor. Au recensement de 2011, il comptait 707 habitants.

## Géographie
Jablanica est située au sud-ouest de Čajetina et de la ville touristique de Zlatibor. Elle se trouve dans la vallée de la rivière éponyme de Jablanica, qui prend sa source au mont Tornik (1 496 m), le plus haut sommet des monts Zlatibor. Le village est situé à la frontière entre la Bosnie-Herzégovine et la Serbie. À l'ouest de Jablanica passe la voie ferroviaire Belgrade-Bar. 

## Histoire
Jablanica est mentionnée par le voyageur ottoman Evliya Çelebi en 1664. Après le second soulèvement serbe contre les Turcs, la frontière entre la principauté de Serbie et l'Empire ottoman passait par Šargan près de Zlatibor, passant par les monts Tornik et Murtenica ; de ce fait, le village resta à l'extérieur des frontières de la Serbie. En 1834, à la suite d'un déplacement de la frontière, Jablanica fit de nouveau partie des terres serbes.
L'église en bois de Jablanica fut construite en 1838 ; dédicacée au linceul de la Très Sainte Mère de Dieu, elle abrite des icônes représentant le Christ, saint Basile d'Ostrog et saint Jean Baptiste ; cette église, ainsi que son cimetière, est classée sur la liste des monuments culturels de Serbie,,
Une école primaire a ouvert ses portes dans le village en 1919.

## Démographie

### Évolution historique de la population
| 1948  | 1953  | 1961  | 1971  | 1981  | 1991  | 2002 | 2011 |
| ----- | ----- | ----- | ----- | ----- | ----- | ---- | ---- |
| 1 562 | 1 699 | 1 762 | 1 864 | 1 382 | 1 187 | 924  | 707  |

|  |